# Hücker-Aschen

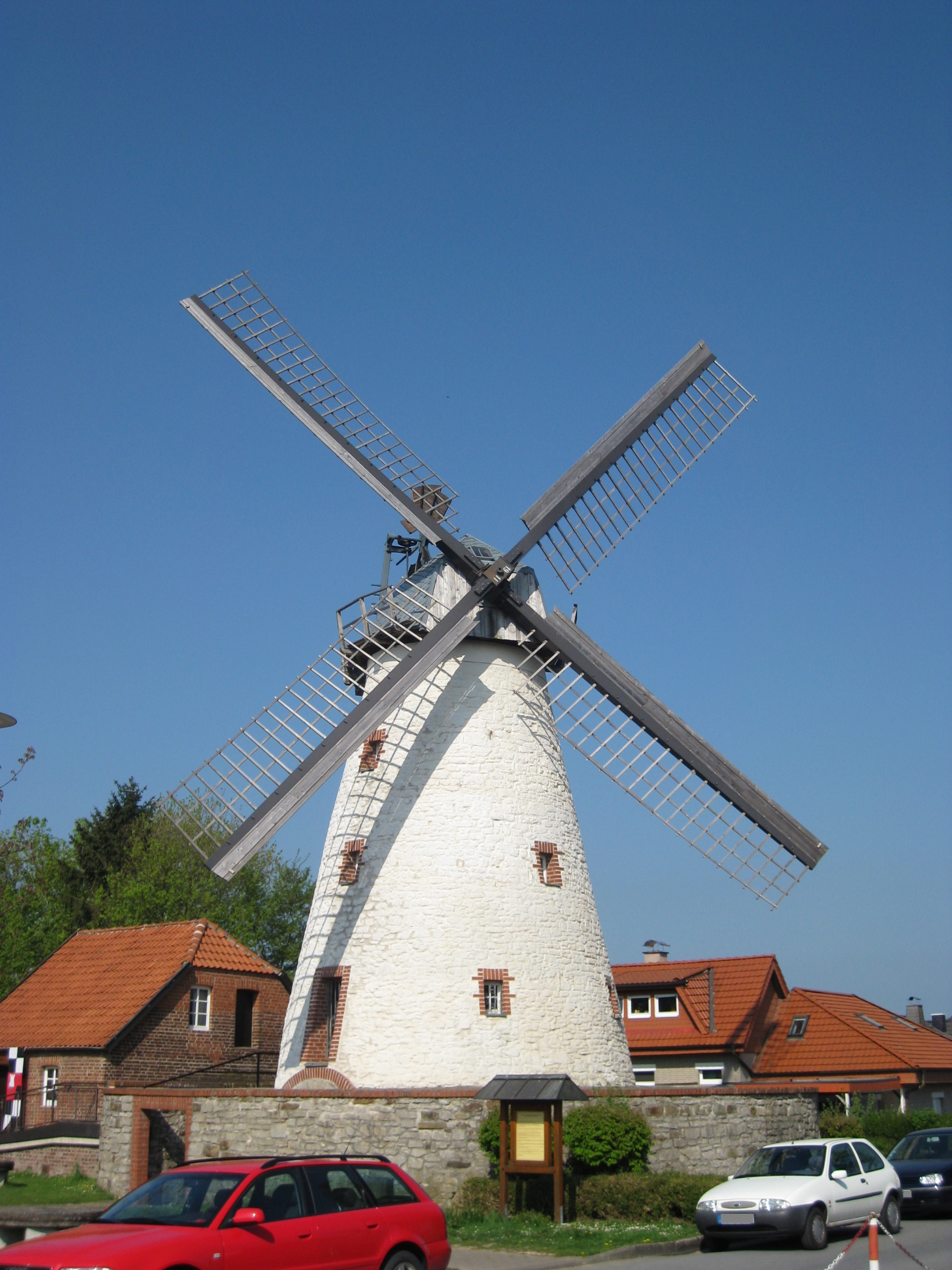
Wall-Holländer Windmühle auf dem Gehlenbrink

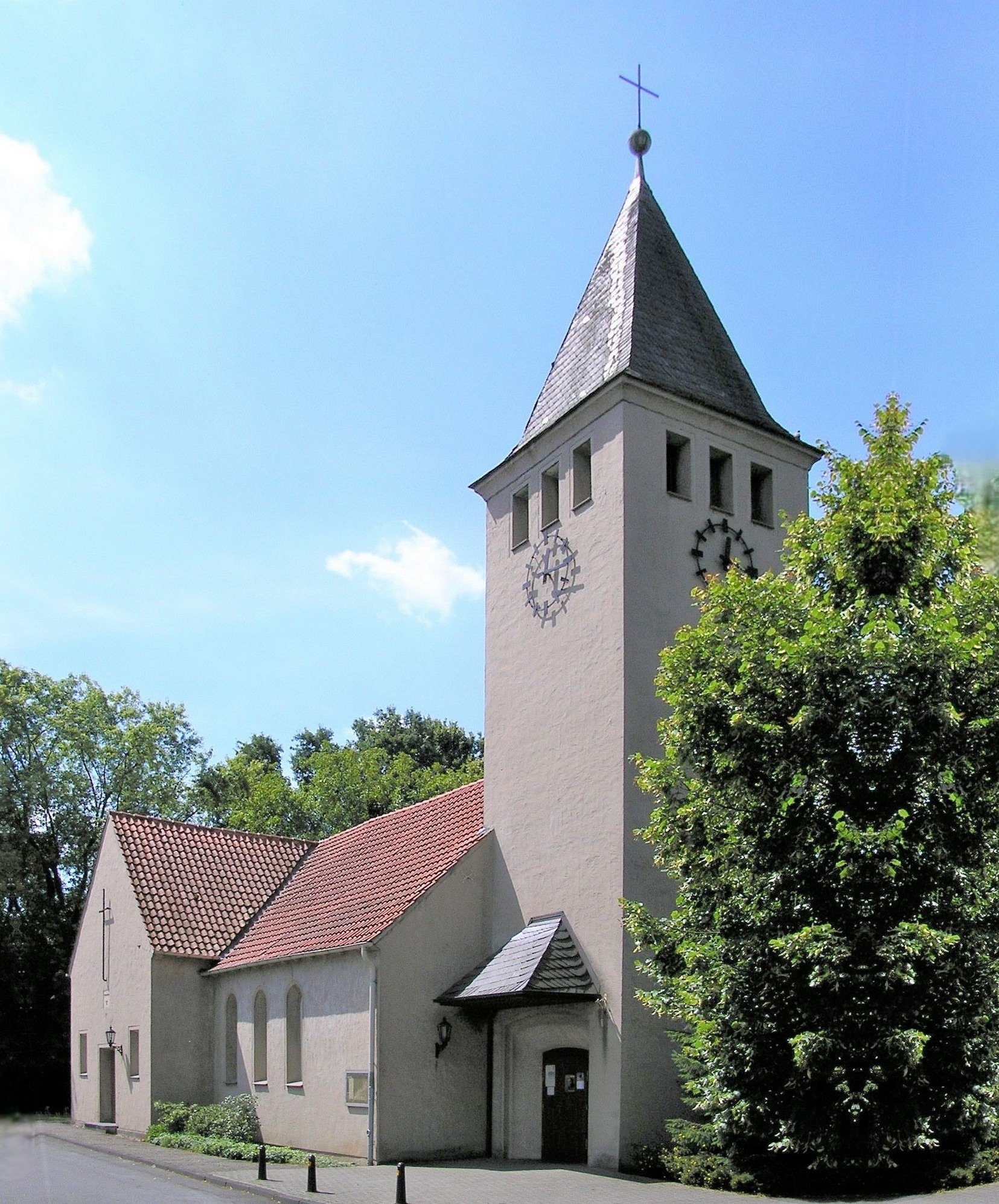
Evangelisch-lutherische Kirche in Klein Aschen

Hücker-Aschen (ndt. Hücker-Asken) ist ein Stadtteil im Nordosten der ostwestfälischen Stadt Spenge im Kreis Herford, im Regierungsbezirk Detmold, in Nordrhein-Westfalen.
Hücker-Aschen war bis 1968 eine eigenständige Gemeinde im Amt Spenge und wurde im Jahre 1969 im Rahmen der kommunalen Neugliederung der Stadt Spenge zugeordnet. Der Stadtteil hat eine Gesamtfläche von ca. 680 ha, die überwiegend als Acker- und Grünfläche landwirtschaftlich genutzt wird.
Ein Teil des Gebietes (Klein-Aschen, Gehlenbrink in Richtung Hücker-Moor) steht unter Landschafts- oder Naturschutz.

## Lage
Hücker-Aschen liegt zwischen dem Wiehengebirge und dem Teutoburger Wald im Kernland des Ravensberger Landes und ist geprägt durch die für das Ravensberger Hügelland typische Bebauung. 
Neben der anzutreffenden Streubebauung und den diversen Einzelhofanlagen gibt es zwei Siedlungskerne mit dem Dorf Klein-Aschen rund um die evangelische Kirche sowie der Siedlung Gehlenbrink. Hücker ist ein kleiner Weiler an der Straße von Gehlenbrink nach Bünde.
Mit rund 1500 Einwohnern ist Hücker-Aschen der viertgrößte Stadtteil Spenges und liegt ca. 80 m ü. NN (in der Nähe des Hücker Moores). Er ist besonders für das Naherholungsgebiet Hücker Moor bekannt.
Die alte Wallholländer Windmühle in Hücker-Aschen kann nach Anfrage besichtigt werden. Die nebenstehende Heimatstube wird auch für kleinere Veranstaltungen genutzt.
Der Fluss Warmenau bildet auf etlichen Kilometern Länge die natürliche Grenze zu Niedersachsen. Jenseits der Warmenau liegt gegenüber von Klein Aschen das Dorf Groß Aschen, das zur Stadt Melle im niedersächsischen Landkreis Osnabrück gehört.

## Geschichte
Aschen wurde als Askan 1153 erstmals schriftlich erwähnt. Beim Ortsteil Klein-Aschen am Fluss Warmenau lag einst die Wasserburg Aschen. Ihre Existenz ist erstmals sicher für 1404 belegt. Die ältesten Hinweise auf eine Familie von Aschen reichen bis in die Mitte des 12. Jahrhunderts zurück. Von der ehemaligen Burgstelle sind heute keine sichtbaren Spuren mehr erhalten.
Der Ortsteil Hücker wurde 1151 als Hucheri erstmals schriftlich erwähnt.
Vom Mittelalter bis zur Franzosenzeit gehörten Hücker und Aschen zur Vogtei Enger im Amt Sparrenberg der Grafschaft Ravensberg. Beide Bauerschaften gehörten von 1807 bis 1810 zum Kanton Enger im Distrikt Bielefeld des Königreichs Westphalen. Mit der Annexion großer Teile Norddeutschlands durch Napoleon Bonaparte fielen 1811 beide Bauerschafen an Frankreich und gehörten dort bis 1813 zur Mairie (Bürgermeisterei) Spenge im Kanton Werther des Departements der Oberen Ems. Hücker und Aschen kamen 1816 zum Kreis Bünde und 1832 zum Kreis Herford, wo sie die Gemeinde Hücker-Aschen im Amt Spenge bildeten. 
Mit der Gründung der ersten Freiwilligen Feuerwehr in Spenge wurde 1885 in Hücker-Aschen die so genannte „Pflichtfeuerwehr“ gebildet. 1898 kam es zur Gründung der Freiwilligen Feuerwehr Hücker-Aschen.
Am 1. Januar 1969 schloss sich Hücker-Aschen mit den anderen vier Gemeinden des Amtes zur neuen Stadt Spenge zusammen.

## Bildung
Für die schulische Grundversorgung der ersten vier Schuljahre ist die „Offene Ganztagsgrundschule Spenge/Hücker-Aschen“ zuständig, die im Zentrum der Stadt Spenge liegt.

## Hücker Moor
Der Moorbach ist der von Menschen gebaute Abflussgraben des Hücker Moores und mündet nach wenigen Kilometern in die Else. Obwohl er ein Fließgewässer ist, sieht man kaum eine Strömung. Das geringe Gefälle verleiht ihm eher Eigenschaften eines Stillgewässers, das fehlende Ufergehölz verstärkt diese, indem die starke Erwärmung des Wassers gefördert wird und zu einem geringen Sauerstoffgehalt führt. Die intensive landwirtschaftliche Nutzung entlang des Baches führt zu einem verstärkten Nährstoff- und Erosionseintrag. Drei- und Neunstachliger Stichling sind deshalb auch die einzigen vorkommenden Fischarten.

## Windmühle
Am 6. Oktober 1860 erhielt Müllermeister Friedrich Wilhelm Dieckmann die Konzession zum Betreiben einer Windmühle. Im folgenden Jahr wurde die Mühle in Betrieb genommen, 1866 erfolgte die erste Erweiterung des Anbaus, der Antrieb der Flachsreinigungsmaschine sowie des Oelschlages und bei Windstille auch der Antrieb der Mahlgänge, erfolgt durch eine 10 PS starke Lokomobile. 1880 folgte eine Erweiterung um eine Flachsboke sowie um eine Säge.
1911 wurden die Lakenflügen durch Klappenflügel ersetzt. In den Jahren 1948 und 1949 wurden der Walzenstuhl, der Mahlgang, die Reinigungsmaschine, der Plansichter und der Mischer eingebaut, zudem erfolgte der Umstieg auf den Motorbetrieb der Mühle, die 1955 stillgelegt wurde; der letzte Pächter, Müllermeister Walter Maurer, übernahm in Südlengern eine eigene Motormühle. Von 1973 bis 1978 verhandelte der Heimatverein mit der Stadt Spenge, dem Kreis Herford und dem Landesamt für Denkmalpflege in Münster aufgrund von Restaurierungsarbeiten an der Mühle. 1978 erfolgte ein Dorffest, dessen Erlös für die Renovierung der Mühle verwendet wurde. Im März 1979 begannen die Hauptrestaurierungsarbeiten, am 14. Juni 1980 fand ein Richtfest nach Flügelmontage (Durchmesser der Flügel: ca. 18 m) statt. Die Einweihung der Mühle nach der Fertigstellung des Nebengebäudes, der heutigen Heimatstube, mit einem Festgottesdienst auf dem Mühlenhofe erfolgte am 21. September 1980.
In den Jahren 1984 und 1985 erfolgten weitere Reparaturen und Renovierungen; am 15. Januar 1986 wurde die Mühle unter Denkmalschutz gestellt, im Jahr darauf der erste plattdeutsche Gottesdienst, die Predigt hält Pastor Wilhelm Dullweber.
Im Jahr 2003 wurde der morsche Mühlenflügel abgenommen. Ein Jahr später folgte die Verfugung des Mauerwerks des Mühlenstumpfes. 2005 monierte die niederländische VAAGS die neuen Flügel, die Abnahme der Mühlenkappe und Renovierung erfolgte durch die Zimmerei Möller in Tonnenheide. 2006 und 2007 erfolgten Nachbesserungen; 2007 wurden zwei Flügel gesegnet. Das erste Korn nach 1955 wird gemahlen. Der Landwirt Wehrmann-Warning liefert 10 Zentner an und nimmt das Schrot als Futtermittel zurück. Die Treppe zur Heimatstube und der Aufgang zur Mühle werden erneuert und mit Rotstein-Klinkern ausgelegt. Die Zimmerei Möller in Melle-Buer fertigt zwei neue Treppen aus Holz an. Zu Pfingsten 2011 erfolgte das 150-jährige Mühlenjubiläum.